# Dom mrocznych motyli
Dom mrocznych motyli (fiń. Tummien perhosten koti) – fiński dramat filmowy z 2008 roku w reżyserii Dome Karukoskiego, na motywach powieści Leeny Lander, z Niilo Syväoją w roli głównej.

## Premiera
Film miał swoją premierę 11 stycznia 2008 roku. W Finlandii prezentowano go na festiwalach filmowych w Sodankylä, Espoo i Helsinkach.

## Fabuła
Czternastolatek stwarzający problemy wychowawcze trafia do zakładu dla młodzieży męskiej prowadzonego na jednej z wysp przez fińską rodzinę. Chłopak stopniowo przekonuje do siebie pozostałych wychowanków. Rozwija też znajomość ze starszą córką wychowawcy. Trauma przeżyta w dzieciństwie daje jednak o sobie znać.

## Obsada
W filmie wystąpili, m.in.:
- Niilo Syväoja jako Juhani Johansson
- Tommi Korpela jako Olavi Harjula
- Kristiina Halttu jako Irene Harjula
- Kati Outinen jako Tyyne
- Pertti Sveholm jako Erik Johansson
- Matleena Kuusniemi jako Maire Johansson
- Eero Milonoff jako Salmi
- Marjut Maristo jako Vanamo Harjula
- Roope Karisto jako Sjöblom
- Ville Saksela jako Rinne

## Nagrody i nominacje (wybrane)
- Jussi Awards 2018[4]
  - wygrane: najlepszy aktor drugoplanowy, najlepszy reżyser oraz najlepszy montaż
  - wygrana nagroda publiczności
  - nominacja: najlepszy film, najlepsza rola drugoplanowa żeńska, najlepsze zdjęcia, najlepsza muzyka, najlepszy dźwięk